# Lijst van voetbalinterlands Anguilla - Saint Kitts en Nevis
Deze lijst van voetbalinterlands is een overzicht van alle officiële voetbalwedstrijden tussen de nationale teams van Anguilla en Saint Kitts en Nevis. De landen speelden tot op heden vier keer tegen elkaar. De eerste ontmoeting was een kwalificatiewedstrijd voor de Caribbean Cup 1996 op 27 maart 1996 in Basseterre. Het laatste duel, een vriendschappelijke wedstrijd, was op 24 mei 2025 in Quartier-d'Orléans (Sint-Maarten).

## Wedstrijden
| № | Plaats             | Datum             | Competitie                      | Wedstrijd                 | Uitslag |
| - | ------------------ | ----------------- | ------------------------------- | ------------------------- | ------- |
| 1 | Basseterre         | 27 maart 1996     | Caribbean Cup 1996 kwalificatie | St. Kitts-Nev. − Anguilla | 8 − 0   |
| 2 | Saint John's       | 22 september 2006 | Caribbean Cup 2007 kwalificatie | Anguilla − St. Kitts-Nev. | 1 − 6   |
| 3 | Basseterre         | 10 oktober 2012   | Caribbean Cup 2012 kwalificatie | St. Kitts-Nev. − Anguilla | 2 − 0   |
| 4 | Quartier-d'Orléans | 24 mei 2025       | Vriendschappelijk               | Anguilla − St. Kitts-Nev. | 2 − 4   |

## Samenvatting
| Competitie                 | Totaal gespeeld | Winst Anguilla | Gelijk | Winst St. Kitts-Nev. | Doelsaldo Anguilla – St. Kitts-Nev. |
| -------------------------- | --------------- | -------------- | ------ | -------------------- | ----------------------------------- |
| Caribbean Cup-kwalificatie | 3               | 0              | 0      | 3                    | 1 − 16                              |
| Vriendschappelijk          | 1               | 0              | 0      | 1                    | {{{doelsaldo}}}                     |
| Totaal                     | 4               | 0              | 0      | 4                    | 3 − 20                              |

Wedstrijden bepaald door strafschoppen worden, in lijn met de FIFA, als een gelijkspel gerekend.